# Клавдий Юлий Екцлезий Динамий
Клавдий Юлий Екцлезий Динамий (на латински: Claudius Iulius Ecclesius Dynamius) е римски политик от 5 век.
През 488 г. Динамий e консул заедно с Руфий Ахилий Сивидий. Същата година той е и praefectus urbi.